# Siberia (película de 2020)
Siberia es una película de suspenso psicológico de 2020 dirigida por Abel Ferrara. Fue seleccionado para competir por el Oso de Oro en el 70º Festival Internacional de Cine de Berlín, donde se estrenó el 24 de febrero de 2020.

## Sinopsis
Clint vive solo en una tundra helada y, sin embargo, este aislamiento no le trae paz. Una noche, emprende un viaje en el que deberá confrontar sus sueños, recuerdos y visiones.

## Elenco
- Willem Dafoe como Clint
- Dounia Sichov como esposa
- Simon McBurney como mago
- Daniel Giménez Cacho como médico
- Cristina Chiriac como mujer rusa
- Anna Ferrara como el hijo de Clint

## Producción
La película es la sexta colaboración entre Ferrara y Dafoe. La película también presenta a Cristina, la esposa de Ferrara, y a su hija, Anna, que interpreta al hijo de Clint.
La película se inspiró en El Libro Rojo de Carl Jung.

## Lanzamiento
La película tuvo su estreno mundial en el 70º Festival Internacional de Cine de Berlín el 24 de febrero de 2020. Se estrenó en cines en Alemania el 2 de julio de 2020 por Port au Prince Pictures y en Italia el 20 de agosto de 2020 por Nexo Digital. En Estados Unidos se estrenó en cines selectos y en alquiler digital el 18 de junio de 2021 por Lionsgate.

## Recepción

### Recepción de la crítica
En el agregador de reseñas Rotten Tomatoes, la película tiene un índice de aprobación del 62% basado en 37 reseñas, con una calificación promedio de 5.2/10 . El consenso de críticos del sitio afirma: "Willem Dafoe ofrece otra actuación sobresaliente en el papel central, aunque se ve socavada por el enfoque frustrantemente elíptico de la cinta". En Metacritic, la película tiene una puntuación promedio ponderada de 56 sobre 100, basada en ocho críticas, lo que indica "críticas mixtas o promedio". Guy Lodge de Variety lo calificó como un "viaje hermoso, desquiciado y a veces hilarante hacia un desierto geográfico y psicológico que deleitará a algunos y desconcertará a muchos otros".